# Оахака (штат)
Оаха́ка (ісп. Oaxaca від науатль Huaxyacac [waːsʃakak]) — федеральний штат Мексиканської Республіки, розміщений на півдні країни на захід від перешийка Теуантепек. Штат Оахака межує з штатами Ґерреро на заході, Пуеблою на північному заході, Веракрусом на півночі та Чіапасом на сході, на півдні омивається Тихим океаном. Штат названий на честь найбільшого міста та столиці штату Оахака. Оахака є історичною батьківщиною народів сапотеків і міштеків і містить найбільше число носіїв індіанських мов серед всіх штатів федерації.
Штат має територію 95 364 км² та є п'ятим за розміром штатом Мексики. Згідно з переписом 2005 року в ньому проживало 3 506 821 чоловік. Серед відомих уродженців Оахаки президент Беніто Хуарес, художники Руфіно Тамайо та Франциско Толедо, диктатор Порфіріо Діас, письменник Хосе Васконселос, цілителька Марія Сабіна, співачка Ліла Даунс та інші відомі політики і діячі мистецтва.

## Історія

### Період нестабільності (1821—1880)

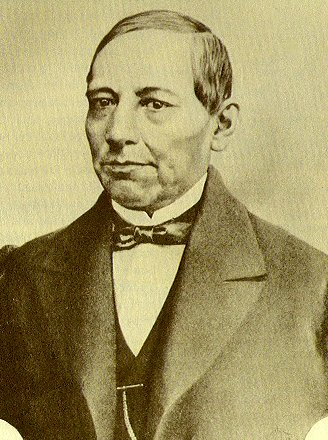
Беніто Пабло Хуарес

Після проголошення незалежності Мексики та після падіння імперії Августина де-Ітурбіде, Оахака була проголошена штатом, а першим губернатором став Хосе-Марія Мургуйя. Протягом першої половини XIX ст. штат опинився в постійній боротьбі за владу поміж консерваторами та лібералами. У 1831 році в місті Кілапамі було страчено лібераліста Вісенте Герреро. У 1832 році губернатором штату став ліберал Мануель Гомес Педраза, але проти нього виступив консерватор генерал Естабан Моктезума. У 1850-х роках у Техуантепіці вибухнув сепаратистський рух за відокремлення штату, організований консерваторами, але це їм не вдалося.
У 1847 році губернатором став корінний мешканець Оахаки Беніто Хуарес. У 1855 році, після остаточного повалення диктатури Санта-Анни та у 1857 році після ратифікації конституції Оахаки, Хуарес увійшов до складу нового уряду, де став міністром юстиції. У 1858—1861 рр. очолював уряд Мексики та був одним з авторів «закону про реформу», згідно якого церква відділялася від держави, а церковне майно націоналізувалося.

### Порфіріо Діас

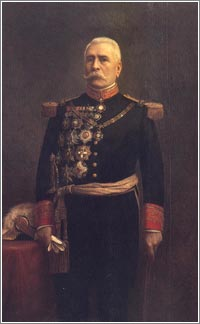
Порфіріо Діас

Під час англо-франко-іспанської інтервенції уродженець Оахаки Порфіріо Діас разом з Хуаресом боровся проти колонізаторів. Французькі імперські сили захопили місто Оахаку а самого Діаса відправили до у в'язниці. Пізніше столицю штату відвоювали ліберальні сили на чолі з Карлосом Ороносою. У 1872 році Діас очолив заколот проти Хуареса, але той раптово помер від інфаркту і його місце зайняв Діас.
Під час правління Порфіріо Діаса у штаті було здійснено ряд заходів із модернізації, таких як громадське освітлення та електрифікація, газифікація, були побудовані залізничні лінії, розширені ранчо та відбулася активізація торгівлі. Проте тяжкі умови праці для бідного, населення призвели до народних хвилювань, які перейшли в революційні дії.

### Революція (1910—1920)

Монета Оахаки в період революції. 10 сентаво, 1915, бронза

Коли в 1910 році почалася мексиканська революція, Оахака, як і більшість південних штатів, доєдналися до армії Еміліано Сапати, який проголосив гасло «земля належить робітникам».
Після усунення Діаса від влади, революційні лідери продовжували боротьбу проти федерального уряду. Один із лідерів революційних загонів Венустіано Карранса виступив проти популістських позицій Сапати та захопив контроль над федеральним урядом, врешті-решт переміг Сапату та Панчо Вілью. Ставши верховним головнокомандувачем Мексики, Карранса довгий час не міг отримати лояльність від Оахаки. Після того, як в лютому 1917 була прийнята нова конституція країни та пройшли президентські вибори, Карранса офіційно став президентом.
8 квітня 1920 противники Карранси, до яких приєднався генерал Обрегон, організували державний переворот, під час якого Карранса почав утікати до південного штату Веракруз, щоб переформувати там свої війська. 21 травня 1920 року Карранса був зраджений і по дорозі до Мехіко був схоплений військами генерала Родольфо Еррери та розстріляний.

### Новий час

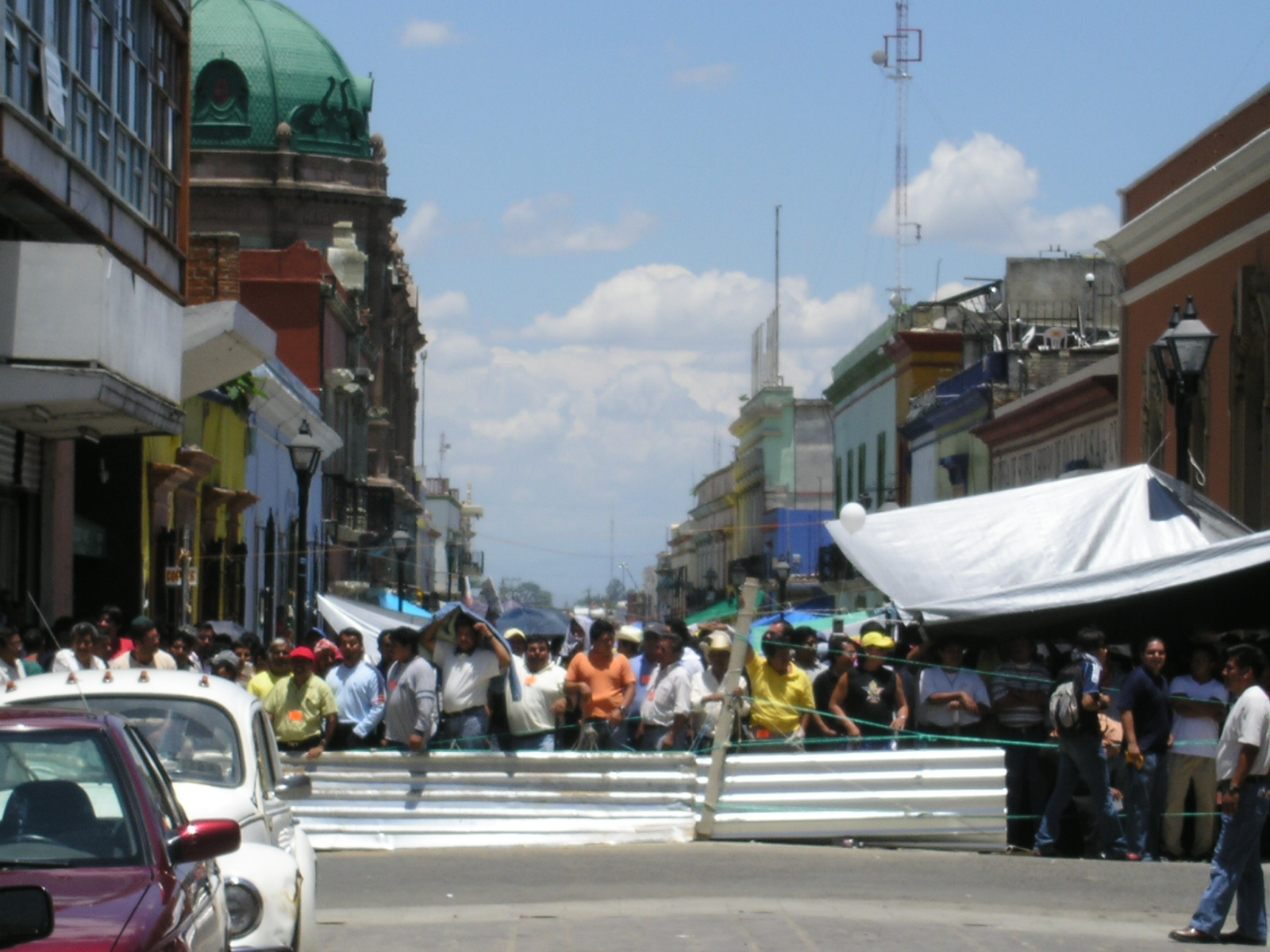
Масові протести в Оаксаці (2006)

У 1922 році була ратифікована нова конституція штату. Після революції Оахака, як і інші штати, потерпала від політичної та економічної нестабільності. Також в 20-40-х рр. сталася серія великих катастроф у штаті. У 1928 році низка землетрусів зруйнувала багато будинків в столиці, а в 1931 році землетрус зруйнував купу міст уздовж узбережжя. У 1930-ті роки штат, як і держава в цілому, занурився у велику депресію, яка разом зі стихійними катастрофами, спровокувала масову міграцію до Мехіко. У 1944 році сильні зливи над містом Тустепек викликали повені під час яких загинуло близько сотні людей.
У 40-50-х роках почали діяти нові інфраструктурні проекти. Було розширене шосе Ісукар-Техуантепек та побудована дамба Мігель-Алеман. Починаючи з 1980-х років почав розвиватися туристичний бізнес. У 1955 році було розширено Автономний університет Беніто Хуареса (збудований у 1827 році), у 1968 році збудований Технологічний інститут і філія Університету Анауак. У 1994 році завдяки туризму була побудована автомагістраль Оахака-Мехіко. В штаті у сфері послуг задіяно 80 % робітників. Також побудовані невеликі текстильні фабрики, деревообробні заводи, підприємства по переробці сільськогосподарської продукції регіону, численні дрібні автомайстерні. На півдні штату в долинах хребта Сьєрра-Мадре вирощують кукурудзу, квасолю, цитрусові та ін.. Місто Сантьяго-Мататлан, один з головних мексиканських центрів виробництва мескаля — алкогольного напою з агави.
У 70-ті роки в найбідніших штатах Мексики Мічоакані, Герреро, Чіапасі, Оахаці та Морелосі стали виникати різні регіональні протестні рухи вчителів, які в грудні 1979 року об'єдналися на асамблеї в місті Тустла-Гутьєррес. Так була створена Офіційна спілка вчительської опозиції (SNTE). В Оахаці протести вчителів вибухали в 1980, 1981, 1984, 1989, 2006—2007 та у 2016 роках і були організовані Національною координаційною радою освітян (CNTE). У 2006 році протягом 7 місяців у столиці штату відбувалися протести із вимогою відставки губернатора Уліса Руїса Ортіса, під час яких поліція відкрила вогонь і загинуло 17 осіб.

## Інтернет-ресурси
- (ісп.) Official site of the State Government
- (англ.) The Oaxaca Times
- (ісп.) (англ.) Oaxaca's Tourist Guide, on the web since 1995
- (англ.) Oaxaca Photo Blog
- Oaxaca Travel and Tourism, каталог посилань Open Directory Project
- Mexican and Central American Archaeological Projects — Electronic articles published by the Division of Anthropology, American Museum of Natural History